# Campeonato de España de Ciclismo Contrarreloj 2023
La XXX edición del Campeonato de España de Ciclismo Contrarreloj se disputó el 23 de junio de 2023 en Madrid, con inicio en y final Sevilla la Nueva por un recorrido que constó de 32 km de recorrido en el que participaron 39 ciclistas.
El ganador de la prueba fue Jonathan Castroviejo del INEOS Grenadiers que superó a Oier Lazkano y a Lluís Mas ambos Movistar, segundo y tercero respectivamente.

## Clasificación final
- La clasificación finalizó de la siguiente forma:[4]

| \| Clasificación general \| Clasificación general \| Clasificación general \| Clasificación general \| Clasificación general \| \| Ciclista \| Ciclista \| Equipo \| Tiempo \| \| \| --------------------- \| --------------------- \| --------------------- \| --------------------- \| --------------------- \| \| 1.º \| Jonathan Castroviejo \| Ineos Grenadiers \| 36 min 44 s \| \| \| 2.º \| Oier Lazkano \| Movistar Team \| + 3 s \| \| \| 3.º \| Lluís Mas \| Movistar Team \| + 6 s \| \| \| 4.º \| Juan Ayuso \| UAE Team Emirates \| + 8 s \| \| \| 5.º \| Xabier Mikel Azparren \| Euskaltel-Euskadi \| + 35 s \| \| \| 6.º \| Urko Berrade \| Equipo Kern Pharma \| + 40 s \| \| \| 7.º \| Víctor de la Parte \| TotalEnergies \| + 41 s \| \| \| 8.º \| Gorka Izagirre \| Movistar Team \| + 54 s \| \| \| 9.º \| Pablo Castrillo \| Equipo Kern Pharma \| + 55 s \| \| \| 10.º \| Raúl García Pierna \| Equipo Kern Pharma \| + 1 min 26 s \| \| |                       |                    |              |
| |                       |                    |              |
| |                       |                    |              |
| Clasificación general |                       |                    |              |
| Ciclista | Ciclista              | Equipo             | Tiempo       |
| 1.º | Jonathan Castroviejo  | Ineos Grenadiers   | 36 min 44 s  |
| 2.º | Oier Lazkano          | Movistar Team      | + 3 s        |
| 3.º | Lluís Mas             | Movistar Team      | + 6 s        |
| 4.º | Juan Ayuso            | UAE Team Emirates  | + 8 s        |
| 5.º | Xabier Mikel Azparren | Euskaltel-Euskadi  | + 35 s       |
| 6.º | Urko Berrade          | Equipo Kern Pharma | + 40 s       |
| 7.º | Víctor de la Parte    | TotalEnergies      | + 41 s       |
| 8.º | Gorka Izagirre        | Movistar Team      | + 54 s       |
| 9.º | Pablo Castrillo       | Equipo Kern Pharma | + 55 s       |
| 10.º | Raúl García Pierna    | Equipo Kern Pharma | + 1 min 26 s |